# Línea eléctrica aérea

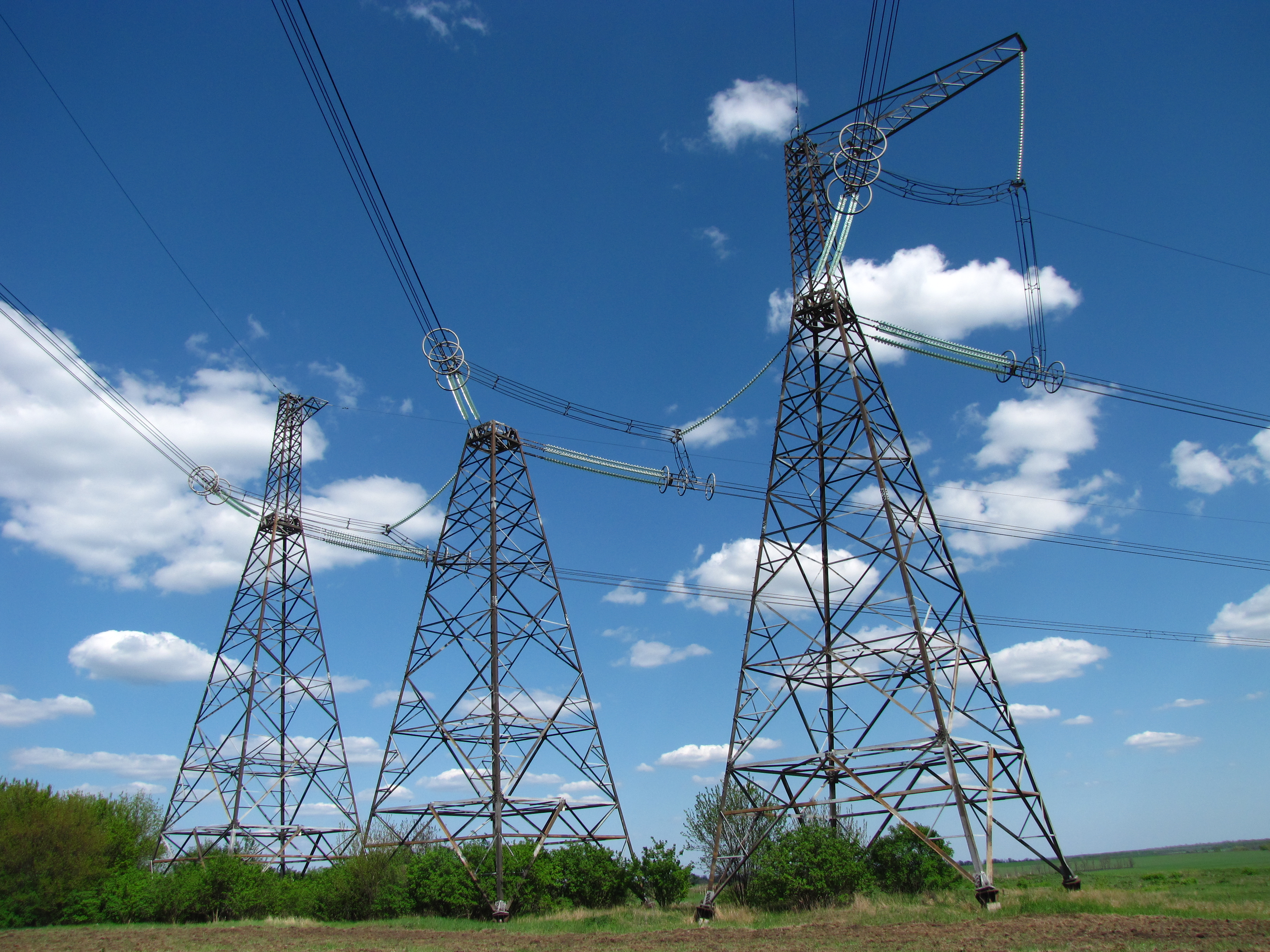
Torre eléctrica grande (750 kV) en Ucrania.

Una línea eléctrica aérea es una infraestructura usada en la transmisión y la distribución de energía eléctrica para el transporte de este tipo de energía a grandes distancias. Consiste en varios conductores (normalmente múltiplos de tres) suspendidos por torres o postes. Puesto que la mayoría del aislamiento es proporcionado por el aire, las líneas aéreas de alta tensión son generalmente el método más barato de transmisión de energía en grandes proporciones.
Las torres de soporte de las líneas eléctricas están hechas de madera (natural o laminada) o, más habitualmente, de acero (ya sean estructuras reticulares o palos tubulares). Los conductores de alambre desnudo en la línea son generalmente de aluminio (ya sean lisos o reforzadas con acero, o materiales compuestos como el carbono y la fibra de vidrio), aunque a veces se utilicen cables de cobre en las redes de distribución de media y sobre todo baja tensión. Un objetivo importante del diseño de las líneas eléctricas aéreas es mantener la separación adecuada entre los conductores energizados y el suelo para intentar evitar el contacto, muy peligroso, con la línea, y para proporcionar un soporte fiable para los conductores, resistente a tormentas, cargas de hielo, terremotos y otras causas de daños potenciales. Hoy en día, las líneas aéreas se usan, de forma rutinaria, para voltajes superiores a los 765.000 voltios (765KV) entre conductores, e incluso es posible en algunos casos a tensiones mayores.

## Enlaces
- LAAT.es - Herramientas y recursos para el Cálculo y Diseño de Líneas Eléctricas de Alta Tensión según Reglamentación Española

- Datos: Q2144320
- Multimedia: Overhead power lines / Q2144320